# 辉蓝细尾鹩莺
辉蓝细尾鹩莺是雀形目细尾鹩莺科的一个物种，在澳洲大陆广泛分布，主要生活在干旱、半干旱地区，从新南威尔士州中西部、昆士兰州西南部到西澳大利亚海岸沿岸均可见其身影。其两性差异较大。